# Microcos subepetala
Microcos subepetala är en malvaväxtart som beskrevs av Otto Stapf och Ridley. Microcos subepetala ingår i släktet Microcos och familjen malvaväxter. Inga underarter finns listade i Catalogue of Life.